# Стефан Радослав

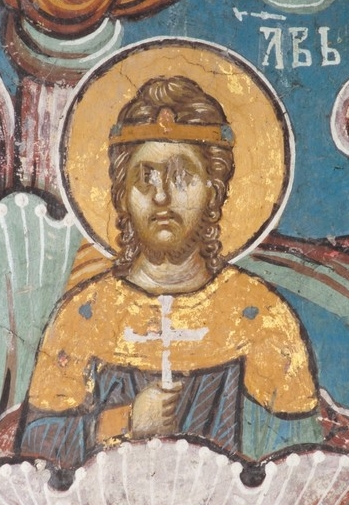
Стефан Радослав

Стефан Радослав (1192-1235) — 2-й король Сербії з 1228 до 1233 року. Походив з династії Неманичів.

## Життєпис

### Молоді роки
Був сином короля Стефана II та Євдокії, доньки Олексія III, імператора Візантії. У молоді роки Стефан Радослав був намісником князівства Захумлє. Тут він допомагав батькові приборкувати місцеву шляхту, яка чинила спротив політики з централізації країни. Після цього Стефан Радослав у 1222-1228 роках був жупаном Зети. Він став співзасновником монастиря Жича.
На момент смерті свого батька Стефан Радослав мав значний досвід з управління різними землями Сербського королівства. До того ж у нього встановилися дружні стосунки з деспотами Епіру.

### Король Сербії
У 1228 році Стефан Радослав стає новим королем Сербії. Відразу він уклав політичний й військовий союз с Федором I Комніном, деспотом Епіру. У 1229 році об'єднані сили Сербії та Епіру розпочали бойові дії проти Болгарії. Обидва правителя — Стефан Радослав й Федор Епірський намагалися розширити межі своїх держав за рахунок Болгарського царства. Проте навесні 1230 року їх військові сили при Клокотниці на річці Мариці зазнали нищівної поразки від болгарської армії на чолі із царем Іваном Асенєм II. Стефан Радослав встиг втекти, а Феодор Комнін потрапив у полон.
Ця перемога Болгарії значно змінила ситуацію на Балканах. У 1233 році почалося повстання у самій Сербії. Стефан Радослав не зміг його придушити і вимушений був тікати до Дубровника, а звідти до міста Дуррес. Владу на себе перебрав брат Стефана Радослава - Стефан Владислав.
Помер Стефан Радослав у 1235 році ченцем у монастирі Студениця.

## Родина
Дружина - Ганна, донька Федоро I Комніна, деспота Епіру.
дітей не було